# Casino Espinho

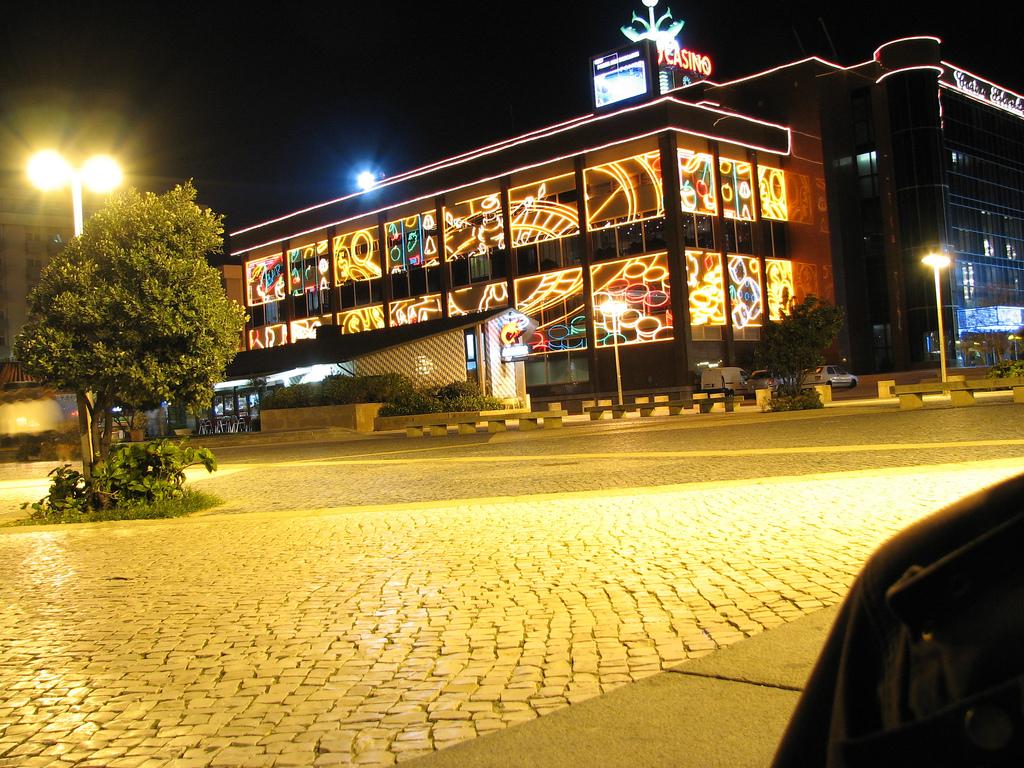
Casino Espinho

O Casino Espinho é um casino português situado em Espinho, distrito de Aveiro. Foi inaugurado em 1974, sendo a primeira unidade do Grupo Solverde.
Aberto todo o ano, é o ponto de encontro de pessoas de vários locais, atraídas pelos seus shows internacionais, restaurante de renome, sala de conferências, galeria de arte e salas de jogos, nomeadamente, roleta, banca francesa, baccarat, slot-machines e bingo.